# Pterozonium
Pterozonium is een geslacht van veertien soorten tropische varens uit de lintvarenfamilie (Pteridaceae).
De varens zijn endemisch op de tafelbergen van het Guyanaschild in het hoogland van Guyana.

## Naamgeving enetymologie
- Synoniemen: Syngrammatopsis  Alston (1952)

De botanische naam Pterozonium is afgeleid van het Oudgriekse πτερόν, pteron (veer), naar de vorm van de bladen.

## Kenmerken
Pterozonium-soorten zijn terrestrische varens met ongedeelde of veervormig gedeelde, lederachtige bladen, en langgerekte sporenhoopjes langs de nerven aan de onderzijde van de bladen. Ze bezitten geen indusium.

## Taxonomie
Het geslacht telt veertien soorten.

### Soortenlijst
- Pterozonium brevifrons (A.C. Sm.) Lellinger (1967)
- Pterozonium cyclophyllum (Baker) Diels (1899)
- Pterozonium cyclosorum A. C. Sm. (1931)
- Pterozonium elaphoglossoides (Baker) Lellinger (1967)
- Pterozonium lineare Lellinger (1967)
- Pterozonium maguirei Lellinger (1967)
- Pterozonium paraphysatum (A. C. Sm.) Lellinger (1967)
- Pterozonium reniforme (Mart.) Fée (1852)
- Pterozonium retroflexum Mickel (1984)
- Pterozonium scopulinum Lellinger (1967)
- Pterozonium spectabile Maxon & A.C.Smith ex A.C.Smith in Gleas. & Killip
- Pterozonium steyermarkii Vareschi (1966)
- Pterozonium tatei A. C. Sm. (1931)
- Pterozonium terrestre Lellinger (1967)